# Eilema stictigramma
Eilema stictigramma är en fjärilsart som beskrevs av George Francis Hampson 1908. Eilema stictigramma ingår i släktet Eilema och familjen björnspinnare. Inga underarter finns listade i Catalogue of Life.